# Макінтош (округ, Джорджія)
Шаблон:StateAbbr_ 31°29′ пн. ш. 81°22′ зх. д. / 31.48° пн. ш. 81.37° зх. д.
Округ Макінтош (англ. McIntosh County) — округ (графство) у штаті Джорджія, США. Ідентифікатор округу 13191.

## Історія
Округ утворений 1793 року.

## Демографія
За даними перепису
2000 року
загальне населення округу становило 10847 осіб, зокрема міського населення було 2848, а сільського — 7999.
Серед мешканців округу чоловіків було 5369, а жінок — 5478. В окрузі було 4202 домогосподарства, 3014 родин, які мешкали в 5735 будинках.
Середній розмір родини становив 3.
Віковий розподіл населення поданий у таблиці:
| Стать    | До 15 років | 15-21 | 22-29 | 30-39 | 40-49 | 50-65 | 65-85 | Понад 85 |
| -------- | ----------- | ----- | ----- | ----- | ----- | ----- | ----- | -------- |
| Чоловіки | 1269        | 579   | 445   | 715   | 813   | 951   | 558   | 39       |
| Жінки    | 1199        | 461   | 475   | 772   | 850   | 1038  | 601   | 82       |

## Суміжні округи
- Ліберті — північ
- Глінн — південь
- Вейн — захід
- Лонг — північний захід

## Виноски
1. ↑  U.S. Decennial Census. United States Census Bureau. Архів оригіналу за 26 квітня 2015. Процитовано 24 червня 2014.
2. ↑  Historical Census Browser. University of Virginia Library. Архів оригіналу за 11 серпня 2012. Процитовано 24 червня 2014.
3. ↑  Population of Counties by Decennial Census: 1900 to 1990. United States Census Bureau. Архів оригіналу за 2 лютого 2019. Процитовано 24 червня 2014.
4. ↑  Census 2000 PHC-T-4. Ranking Tables for Counties: 1990 and 2000 (PDF). United States Census Bureau. Архів оригіналу (PDF) за 18 грудня 2014. Процитовано 24 червня 2014.
5. ↑  State & County QuickFacts. United States Census Bureau. Архів оригіналу за 7 червня 2011. Процитовано 24 червня 2014.(англ.) Наведено за англійською вікіпедією.
6. ↑  American FactFinder. Бюро перепису населення США. Архів оригіналу за 26 лютого 2012. Процитовано 31 січня 2008.

| США | Це незавершена стаття з географії США. Ви можете допомогти проєкту, виправивши або дописавши її. |